# Coelosphaera pedicellata
Coelosphaera pedicellata är en svampdjursart som beskrevs av Claude Lévi 1993. Coelosphaera pedicellata ingår i släktet Coelosphaera och familjen Coelosphaeridae.
Artens utbredningsområde är havet kring Nya Kaledonien. Inga underarter finns listade i Catalogue of Life.